# علم التسمية
علم التسمية وعلم العبارة هو فرع من علم المعاجم، ينطلق من مفهوم معّين من الواقع (شيء، فكرة، ميزة، حركة، الخ.) ويسأل عن تعيينها (أو اسمها). الاقتراب المعاكس لهذا يسمى بعلم الدلالة، الذي ينطلق من الكلمة ويبحث عن معناها وعن المفهوم الذي تدل عليه هذه الكلمة. في علم التسمية، يبحث اللغويون في الأمور الزمنية التي تدور حول مجرى وأسباب اختلاف دلالة (أسماء) الأشياء.

## تفسيرات التبدل المعجمي
عندما يسمي المتكلم مرجع معيّن في السياق (حالة متكلّم-مستمع، صنف الحديث، هدف اتّصالي، نص نحوي مشترك)، يحاول في البدء تصنيفه من خلال مفهومه العالمي والمحلّي. إذا كان بإمكان المتكلّم تصنيف المرجع كعضو في مفهوم مألوف، يمكنه، خلال مجرى التحليل، الوقوع على كلمة موجودة مسبقاً، أو يقرّر شعوريّاً ان يبتكر لقب جديد.
الابتكار(المتعمّد أو غير متعمّد) لألقب الجديد يمكن أن يكون قد حُرّض من قبل عدّة عوامل من الممكن أن تكون موجودة في ذات الحين. قائمة جديدة لهذه العوامل، كانت غائبة لفترة طويلة، تحوي العناوين التالية:
- تسمية غير واضحة (أي وجود صعوبات في تصنيف المرجع أو نعته بالكلمة الصحيحة، وبالتالي تشويش الألقاب).
- سيطرة النموذج الأوّل للكلمات
- أسباب اجتماعيّة
- تحديد لغوي تأسيسي أو لا تأسيسي
- التملّق
- الإهانة
- لغة التمويه
- مفاهيم محرّمة
- أسباب جماليّة رسميّة (أي تجنّب الكلمات الّتي تشبه سمعيّاً كلمات لها معاني سلبية)
- أسباب تواصل رسميّة (أي إلغاء تشويش المعاني في السياق homonymic conflict and polysemic conflict)
- نوريّة/تلاعب في الألفاظ والكلمات
- تحريف في الصرف
- أسباب منطقية رسميّة
- الرغبة في المرونة
- أهميّة المفهوم الأنثروبولوجية
- أهميّة مستحدثة حضاريّة للمفهوم (أهميّة حضاريّة)
- اختلاف في المراجع (اختلاف في العالم)
- اختلاف نظرة العالم (تغيّرات في درجات التصنيف)
- الموضة (بناءً على موضة لغّات أو لهجات أخرى)

الكثير من الأعمال السابقة تتدّعي عدّة عوامل وراء التحويل المعجمي. هذه العوامل أُثبتت لاحقاً بأنّها غير صالحة. مثلاً، الإخلال في الأهميّة، المبالغة في التقصير الصوتي، التعقيد في الاندماج الصوتي.
رجوعاً إلى العوامل التي اعتبرناها صالحة، يمكننا أن نضع هذه العوامل في مجموعتين: العوامل المتعمّدة والعوامل الغير متعمّدة، حيث يمكن تشبيه فقدان الكلمات المتعمّد بموت الكلم الطبيعي، والامتناع غير المتعمد عن الكلمة بقتل الكلمة.

## وصلات خارجية
- علم التسمية